# Palazzo Porto
Palazzo Porto, opera dell'architetto Andrea Palladio, è sito a Vicenza in Contrà Porti. È uno dei due palazzi progettati in città da Palladio per la famiglia dei Porto (l'altro è Palazzo Porto in piazza Castello); commissionato dal nobile Iseppo da Porto intorno al 1546, l'edificio vede una fase piuttosto lunga di progettazione ed ancor più lunga - e travagliata - nella sua realizzazione, rimasta in parte incompiuta.
Assieme alle altre architetture palladiane di Vicenza, è inserito dal 1994 nella lista dei patrimoni dell'umanità dell'UNESCO.

## Storia

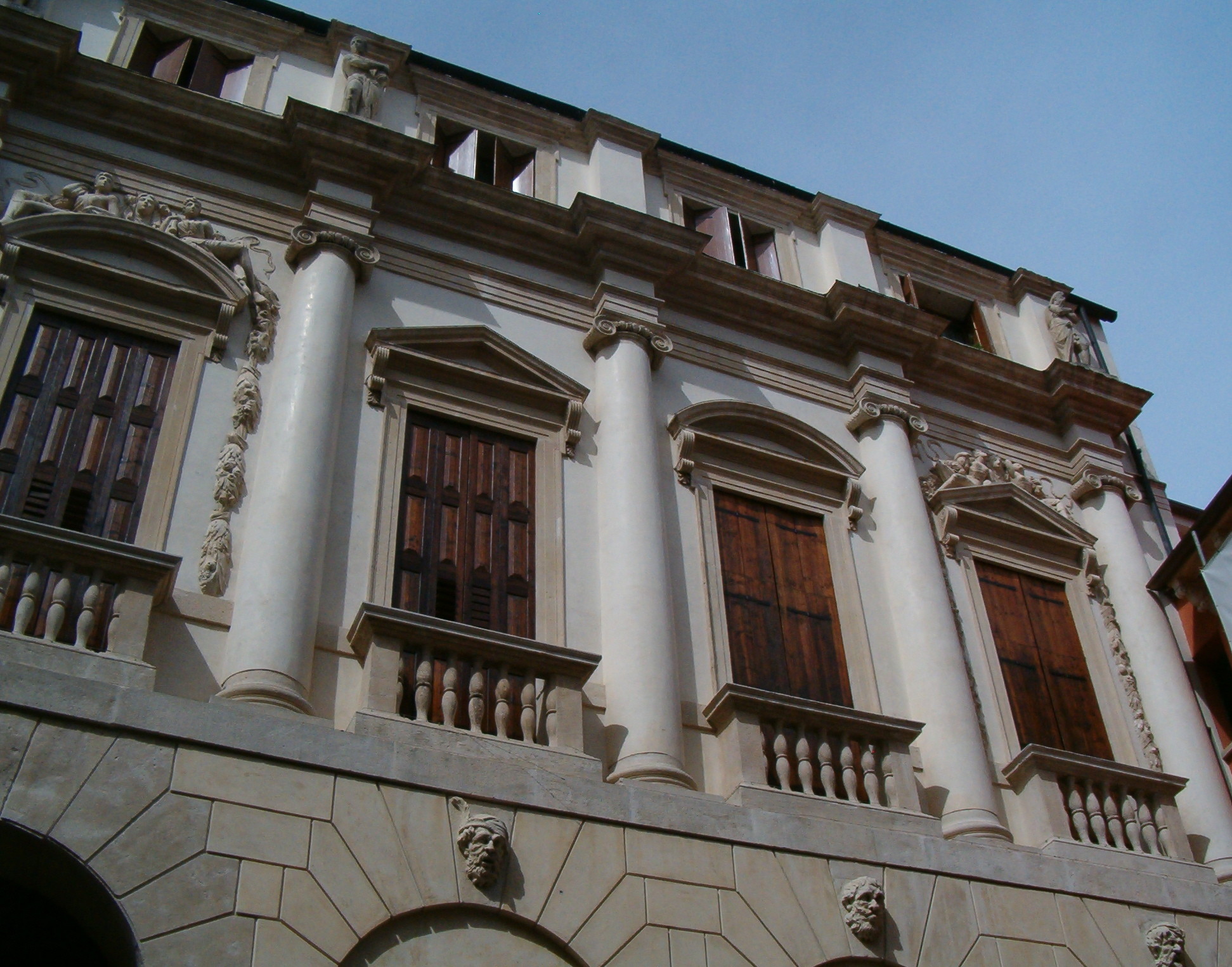
Particolare della facciata

È molto probabile che Iseppo da Porto intraprenda la costruzione di un grande palazzo nella contrada dei Porti spinto dall'emulazione nei confronti di quanto i suoi cognati Adriano e Marcantonio Thiene avevano cominciato a realizzare a poche decine di metri di distanza, nel 1542. È possibile che proprio il matrimonio di Iseppo con Livia Thiene, nella prima metà degli anni quaranta, sia l'occasione concreta che determina la chiamata di Andrea Palladio.
Alleati ai Thiene, i Porto erano una famiglia ricca e potente in città, e i palazzi dei diversi rami della famiglia si attestavano lungo la contrada che ancora oggi porta il loro nome. Iseppo fu personaggio influente, con diverse responsabilità nell'amministrazione pubblica della città, che più di una volta si intrecciarono con incarichi affidati a Palladio. 
Molto probabilmente fra i due i rapporti dovevano essere più stretti che fra committente e architetto, se consideriamo che trent'anni dopo il progetto per il palazzo di città, Palladio progetta e inizia a realizzare una grande villa per Iseppo a Molina di Malo, mai completata. I due amici muoiono nello stesso anno, il 1580.
Il palazzo era abitabile nel dicembre del 1549, a meno di metà della facciata, conclusa tre anni più tardi, nel 1552. Numerosi disegni autografi palladiani testimoniano un iter progettuale complesso, che prevedeva sin dall'inizio l'idea di due blocchi residenziali distinti, il primo lungo la strada e un secondo attestato sulla parete di fondo del cortile. Nei Quattro libri dell'architettura i due blocchi edilizi sono collegati fra loro da un maestoso cortile con enormi colonne composite: si tratta chiaramente di una rielaborazione di quell'idea originaria ai fini della pubblicazione.

## Progetto di Palladio

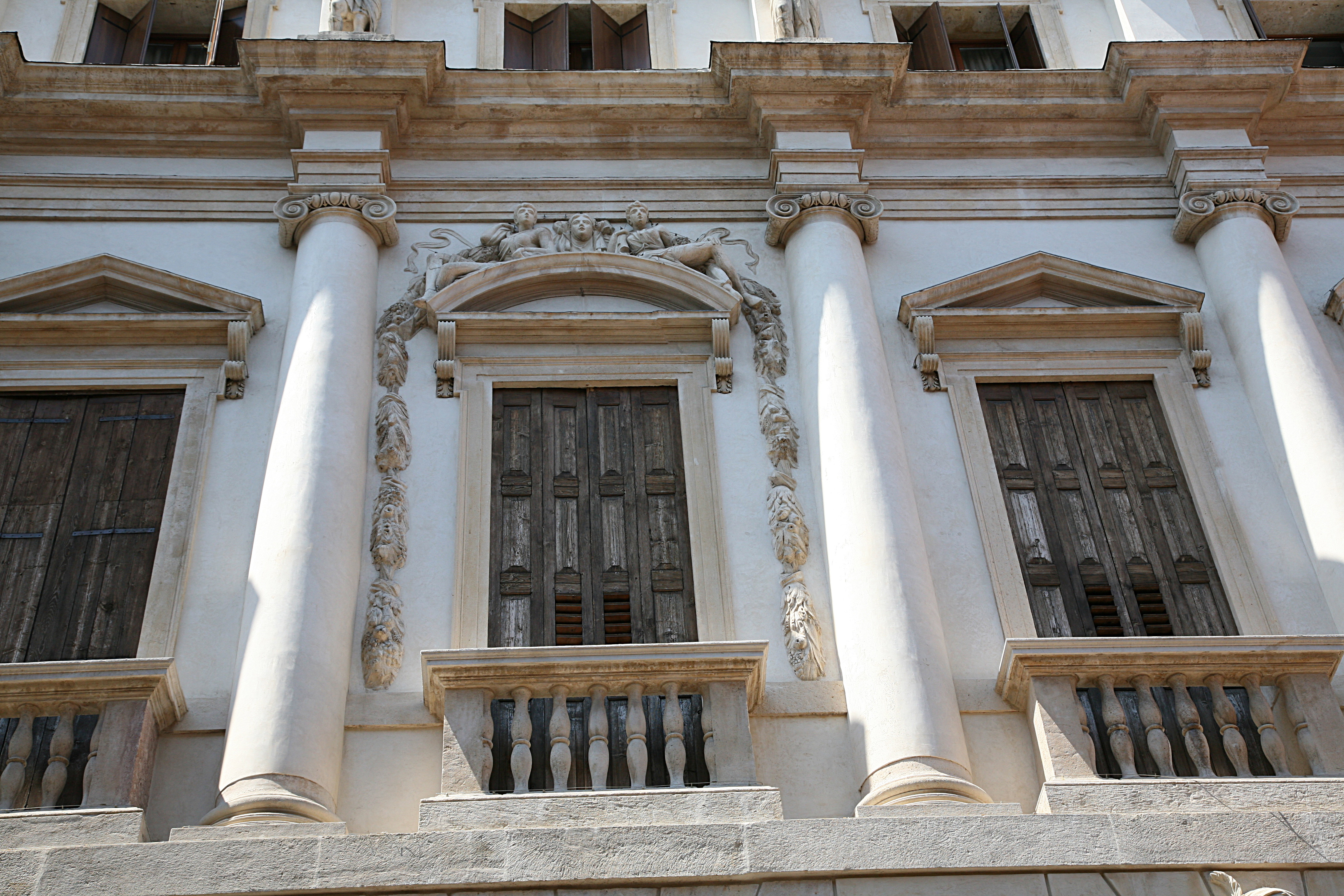
Dettaglio della finestra sopra all'arcata d'ingresso

Confrontato con palazzo Civena, precedente appena di qualche anno, palazzo Porto restituisce appieno la misura dell'evoluzione palladiana successiva al viaggio a Roma del 1541 e al contatto con l'architettura antica e contemporanea. Il modello bramantesco di palazzo Caprini viene qui reinterpretato tenendo conto dell'abitudine vicentina di abitare il piano terreno, che quindi risulta più alto. Lo splendido atrio a quattro colonne è una reinterpretazione palladiana di spazi vitruviani, dove sopravvive anche il ricordo di tipologie tradizionali vicentine.
Le soluzioni devono far fronte ad un'esigenza, la creazione di un palazzo e foresteria per gli ospiti illustri, e una circostanza, un lotto allungato, stretto tra due vie. Il progetto dunque lavora su due vettori: il verticale della facciata e l'orizzontale della distribuzione planimetrica.
Il "dialogo" tra progettista e committente avviene tramite numerosi disegni, varianti, ripensamenti e correzioni in itinere, di cui possiamo ricostruire le fasi grazie a cinque disegni conservati presso il Royal Institute of British Architects (RIBA) di Londra.

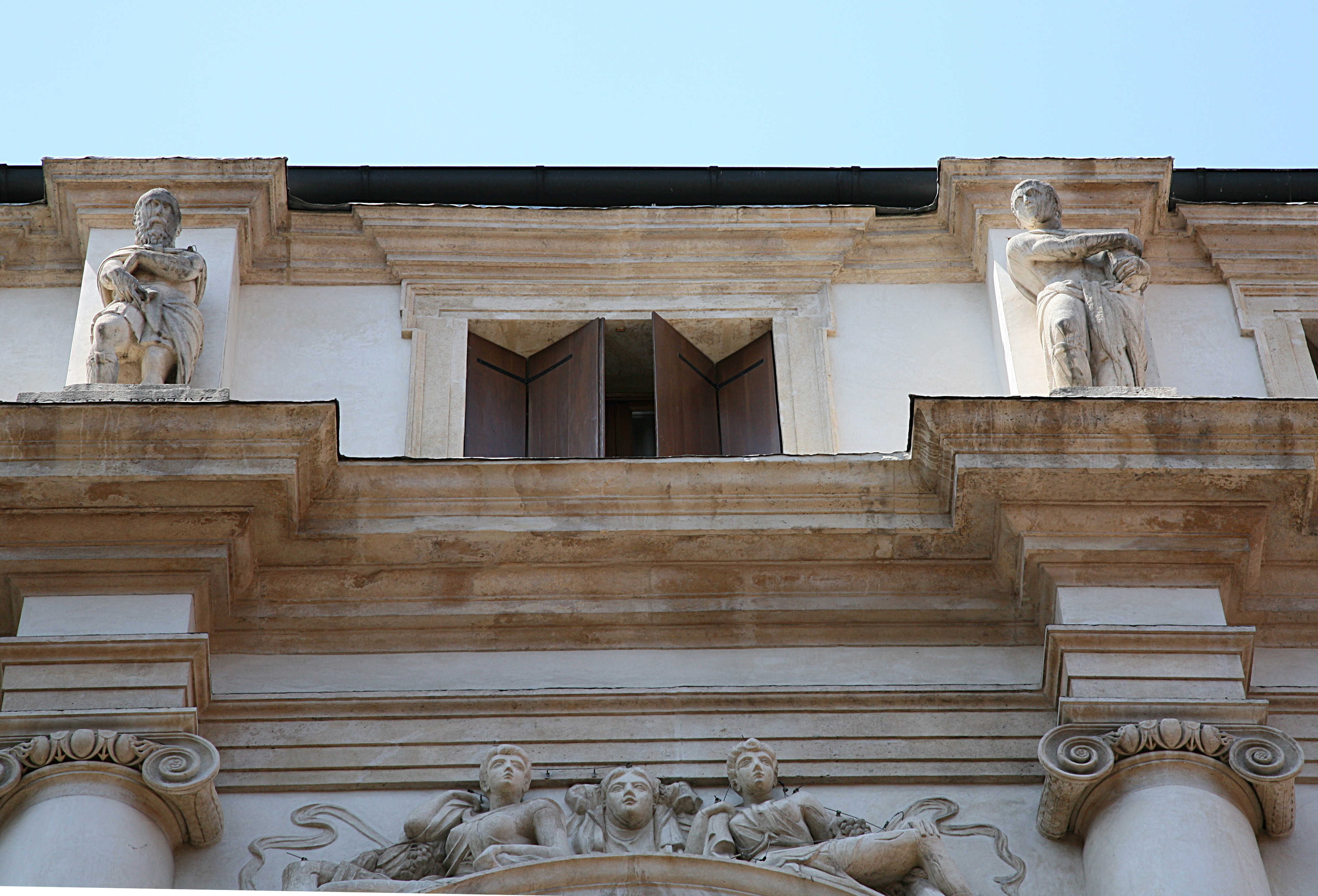
Le statue dei committenti nell'attico

La genialità dell'architetto giunge dunque nella combinazioni di due problemi in una soluzione unica e di maggior spessore. La disposizione della foresteria e del corpo principale non crea due ali distinte - come nei primi progetti - ma viene combinata in un cortile/peristilio colonnato, la facciata abbandona il corinzio (ora passato al prospetto interno) lasciando spazio al più contestuale ionico (abbinato al bugnato della base). I due elementi vengono collegati da un'elegante soluzione ad atrio/cerniera in ordine dorico.
Dopo una brillante - ma lunga - fase di progettazione il progetto vede la realizzazione del corpo principale con alcune sostanziali modifiche distributive e della - seppur semplificata - foresteria. Oggetto di svariate ristrutturazioni ed ampliamenti, l'edificio mantiene intatta solamente la sua faccia "pubblica".

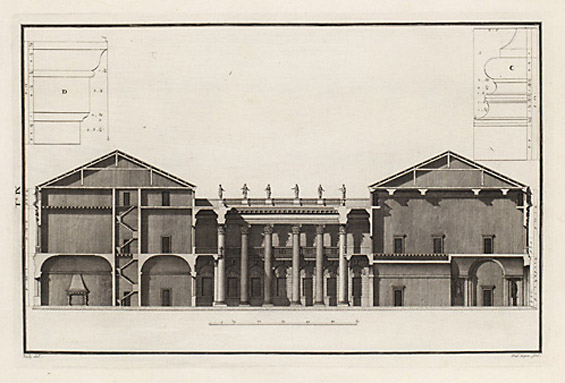
Sezione (Ottavio Bertotti Scamozzi, 1776)
Pianta secondo i disegni xilografici de I quattro libri dell'architettura di Andrea Palladio.
Prospetto principale secondo le indicazioni de I quattro libri dell'architettura di Andrea Palladio.

## Decorazione
Le due sale a sinistra dell'atrio furono affrescate da Paolo Veronese e Domenico Brusasorzi, mentre gli stucchi sono del Ridolfi. Sull'attico del palazzo, le statue di Iseppo e suo figlio Leonida, vestiti come antichi romani, sorvegliano l'ingresso dei visitatori alla loro casa.

Interno
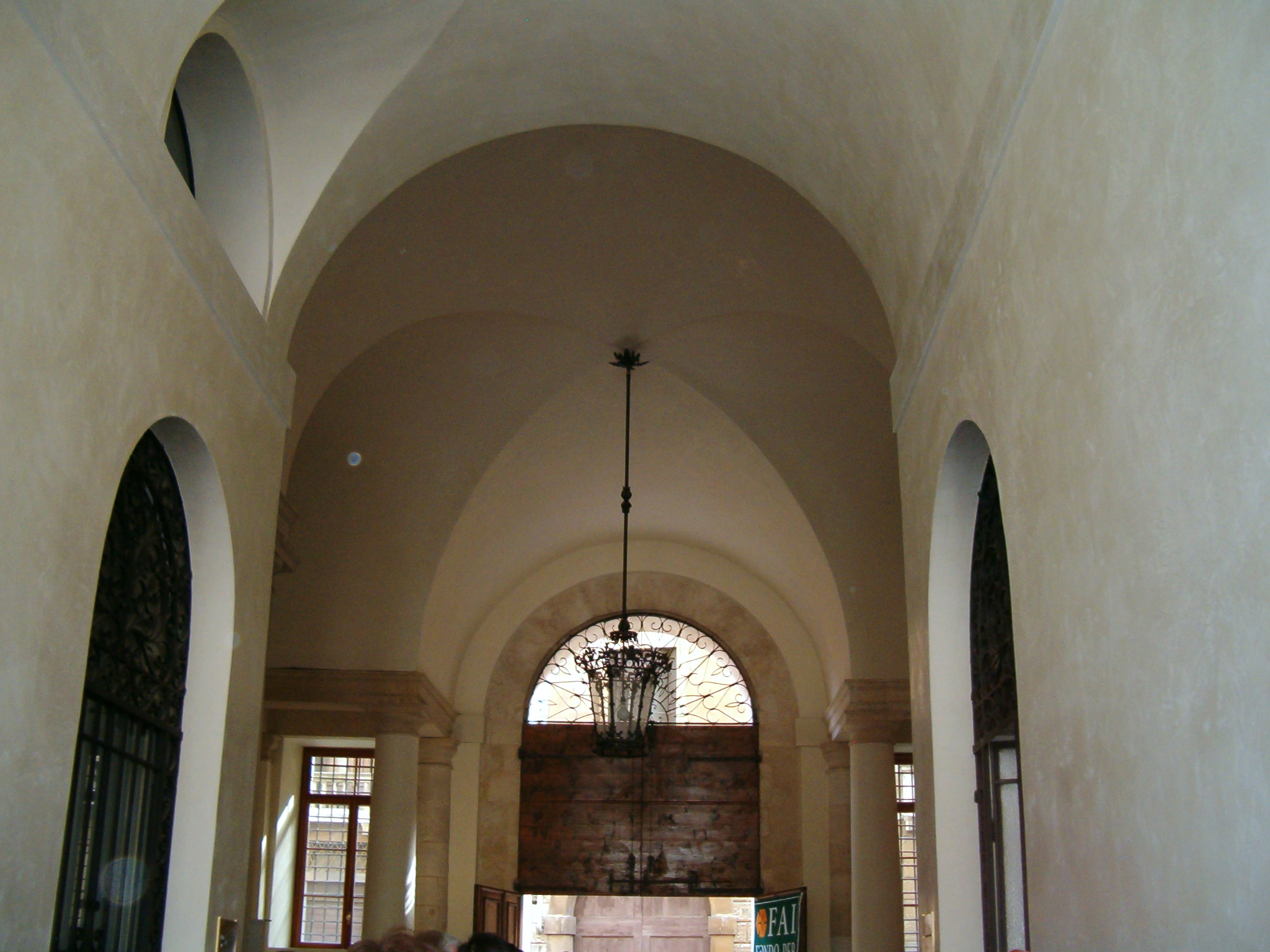
L'atrio
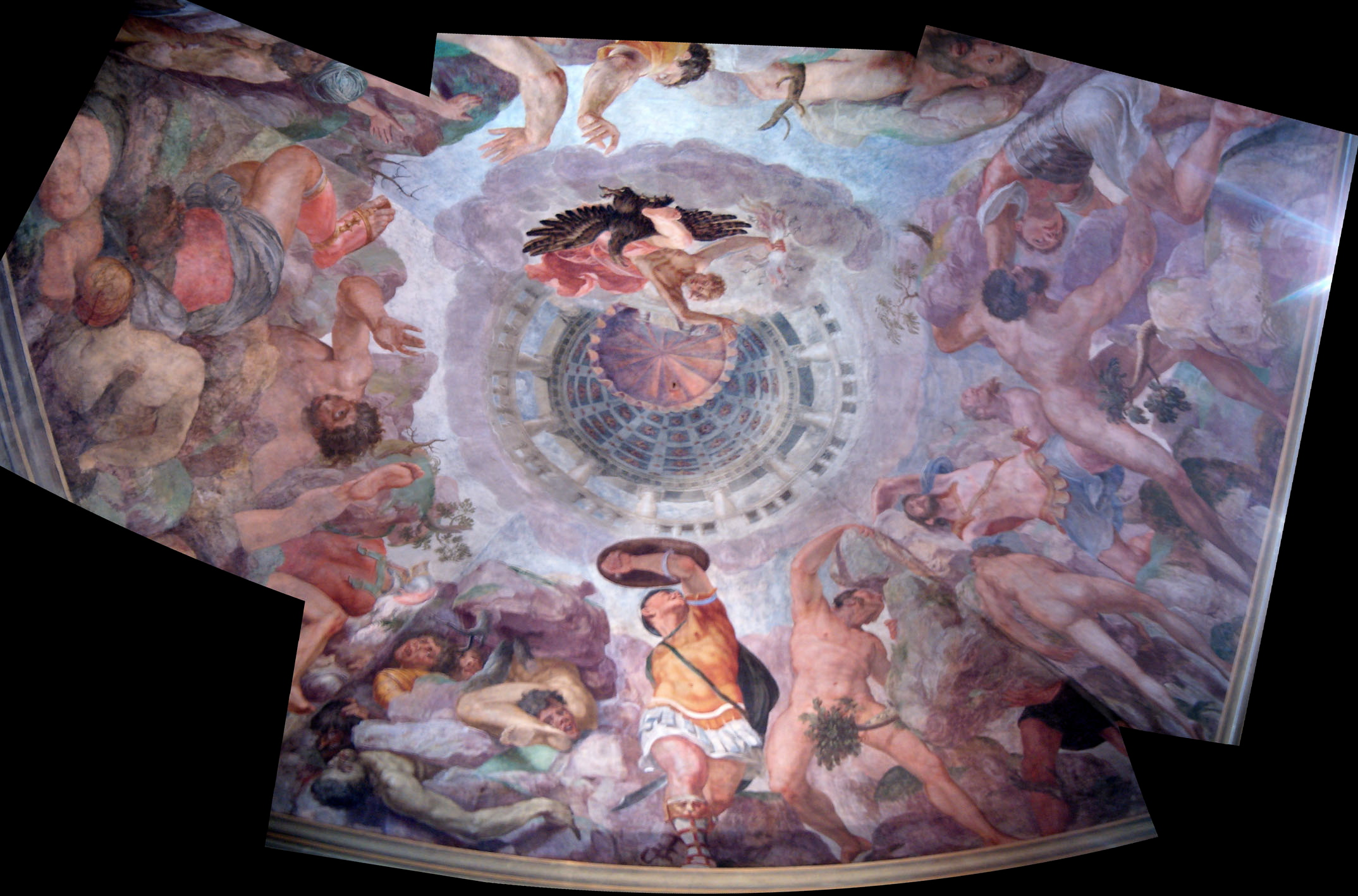
Parte della volta affrescata nel salone con la Caduta dei giganti da Domenico Brusasorzi
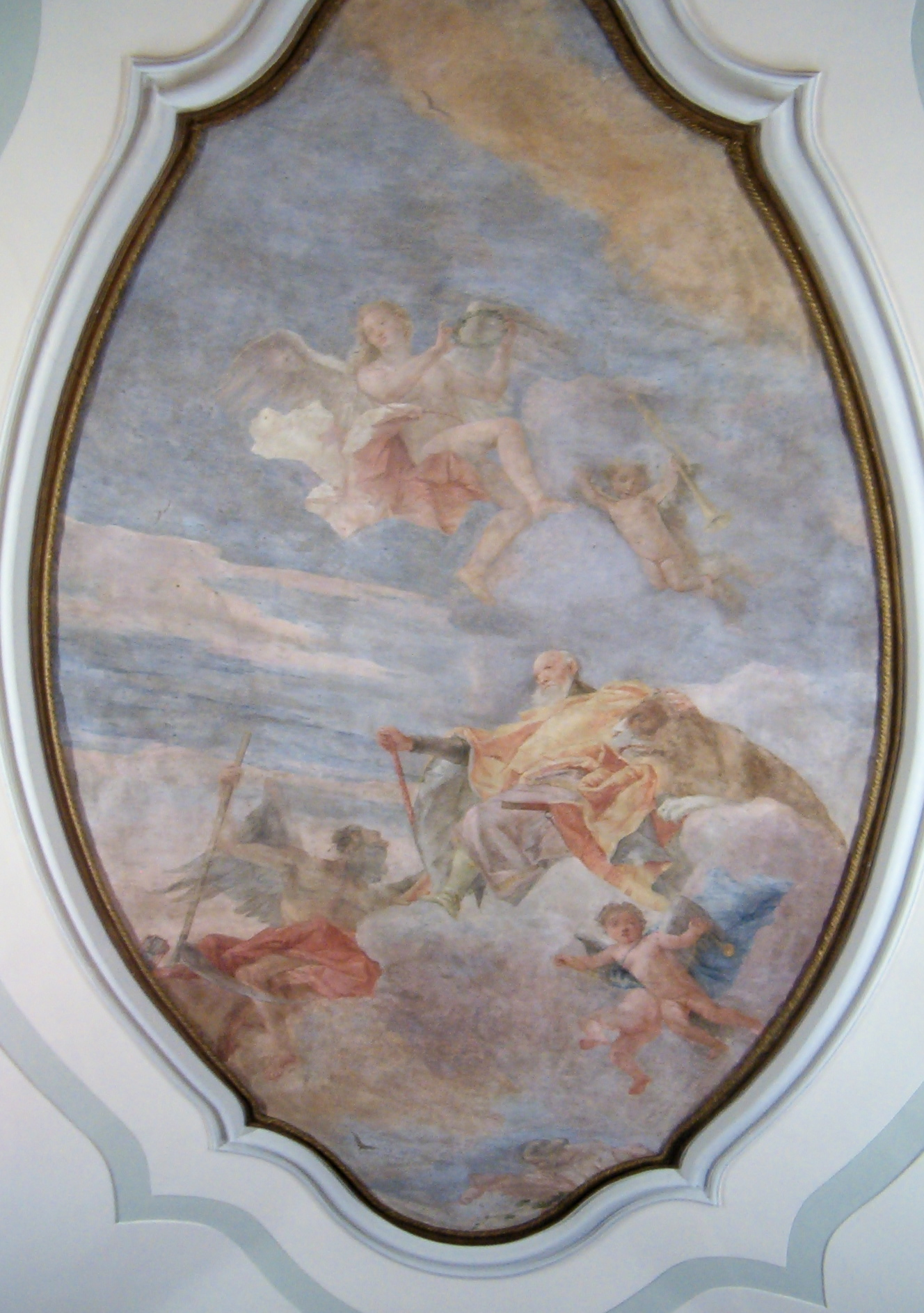
Sinopia di un medaglione nel soffitto

Modello (ricostruzione in 3D)
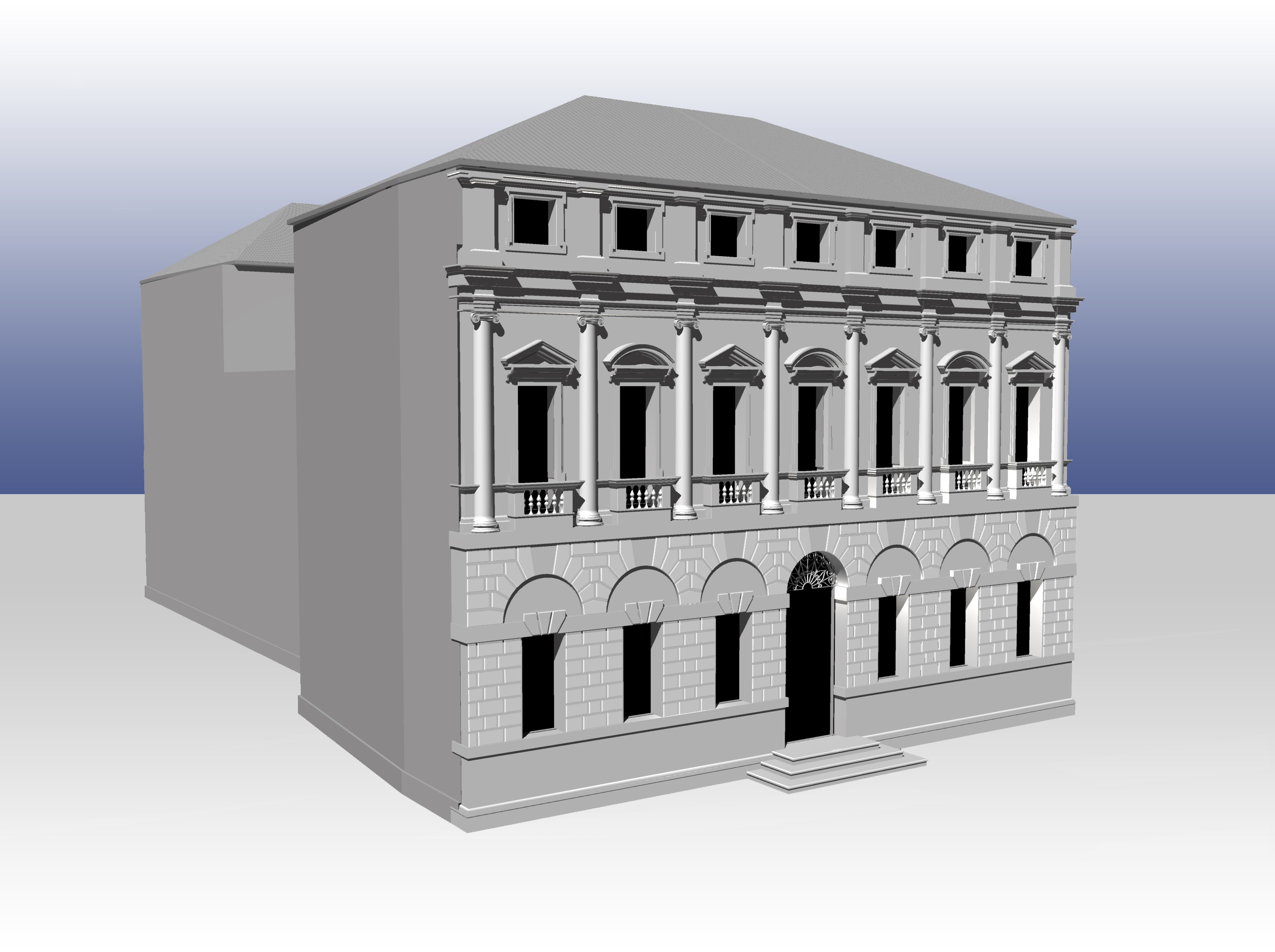
Ricostruzione secondo i disegni xilografici de I quattro libri dell'architettura
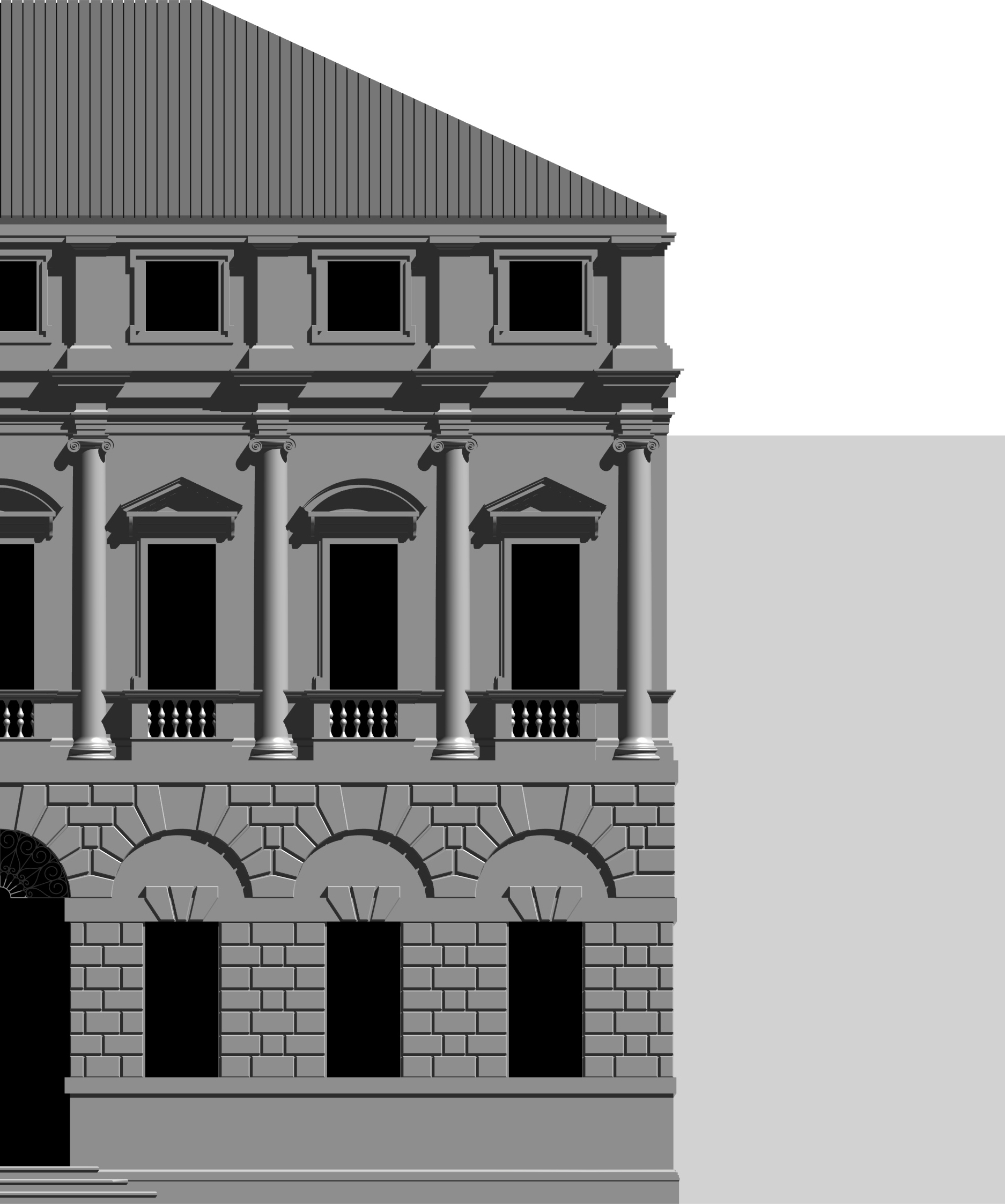
Ricostruzione della facciata
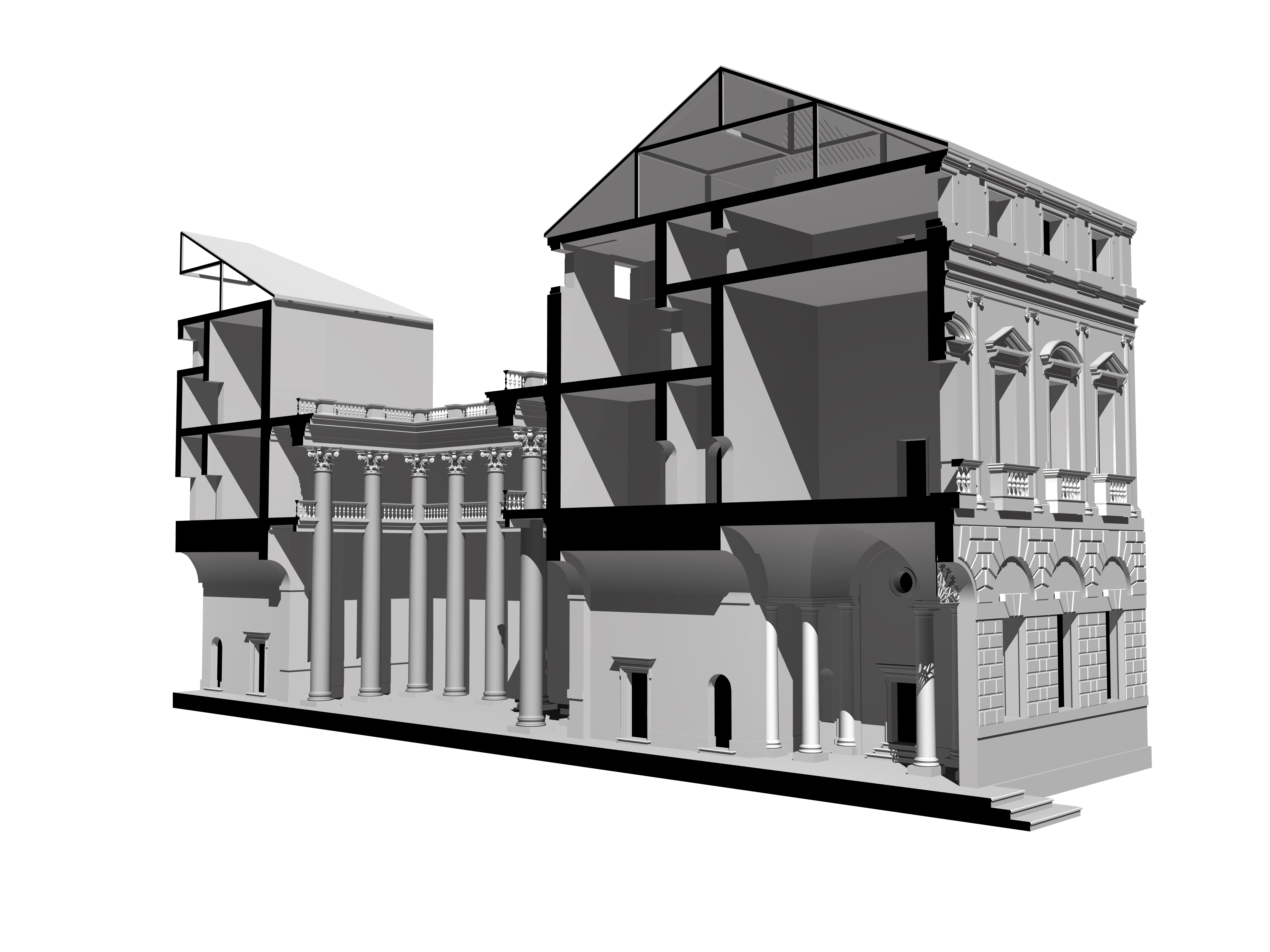
Spaccato prospettico